# McCain Foods Limited

McCain Foods logo

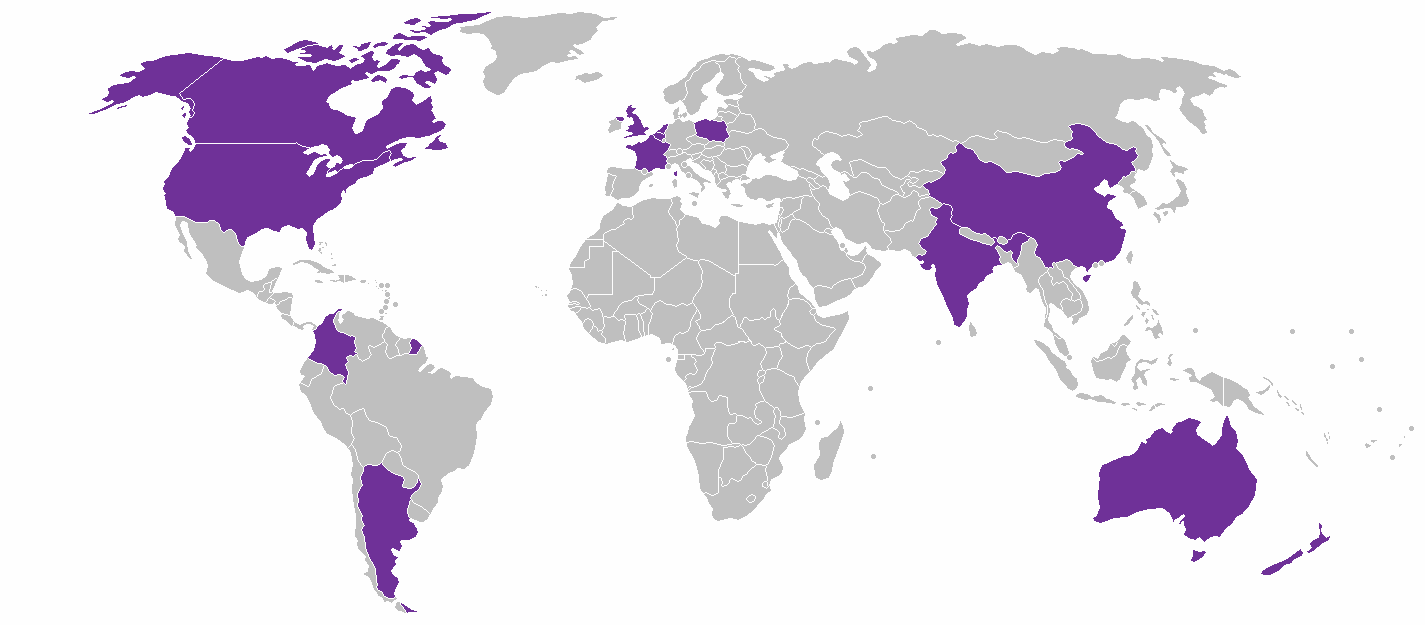
Landen met McCain fabrieken in 2014

McCain Foods is een Canadees aardappelverwerkend bedrijf. Het is wereldmarktleider op het gebied van diepvries-aardappelproducten. De onderneming had in 2016 55 fabrieken in 12 landen en een omzet van 8,5 miljard CAD. Er werkten in dat jaar 20.000 mensen en er werd ongeveer 3,5 miljoen ton aan diepvriesproducten op de markt gebracht. Daarvoor was 6,5 miljoen ton aardappels nodig. In Europa werd in 2012 1,1 miljard euro omzet behaald met 4400 werknemers die 2 miljoen ton aardappelen verwerkten.

## Geschiedenis
McCain werd opgericht in 1956 door de gebroeders Harrison en Wallace McCain in Florenceville in de Canadese provincie New Brunswick. In 1957 werd de eerste fabriek geopend. Vanuit Canada werd ook naar de Verenigde Staten geëxporteerd. In 1965 besloot men op de Britse markt actief te worden. In Scarborough werd in 1969 een fabriek in bedrijf gesteld. In de jaren 1970 breidde het bedrijf uit naar het Europese vasteland, waaronder Nederland. In 1972 opende het een fabriek in Werkendam. Andere Europese landen volgden. In de jaren 1990 werd men ook op Latijns-Amerikaanse, Aziatische en Afrikaanse markten actief. Na een overname in 2012 bezit de multinational ook in België frietfabrieken. Snackfabrikant Van Geloven met vestigingen in Maastricht en Tilburg werd in 2016 overgenomen. Van 2012 tot 2024 was ook aardappelverwerker CêlaVíta uit Wezep een bedrijfsonderdeel.

## Productielocaties in Europa
België
- Leuze-en-Hainaut
- Waregem

Frankrijk
- Béthune
- Harnes
- Matougues

Nederland
- Lelystad
- Lewedorp
- Rilland

Polen
- Strzelin

Verenigd Koninkrijk
- Grantham
- Scarborough
- Whittlesey
- Wombourne